# Phytocoris populi
Phytocoris populi is een wants uit de familie van de blindwantsen (Miridae). De soort werd het eerst wetenschappelijk beschreven door Carl Linnaeus in 1758.

## Uiterlijk
De lichtgrijze, bruin en zwartachtig gevlekte blindwants is macropteer en kan 6,5 tot 7,5 mm lang worden. De lichtgrijze voorvleugels zijn bruinzwart gevlekt. Het halsschild heeft een donkere rand aan de achterkant. Het uiteinde van het verharde deel van de vleugels is donker gevlekt en heeft aan de bovenkant een lichte rand. Het kleurloos doorzichtige deel van de vleugels heeft grijze vlekken. De pootjes zijn geelwit met zwarte vlekjes op de bruine dijen en lichte en donkere banden om de schenen. Van de middelste poten zijn de lichte banden om de schenen smaller dan de donkere.
De antennes zijn grotendeels zwart. Het eerste antennesegment heeft drie witachtige lijnen in de lengte (dus geen vlekjes zoals de andere soorten uit het genus). Het tweede segment is wit aan het begin en heeft soms een lichte ring in het midden. Het derde segment is in zijn geheel lichter. 

## Leefwijze
De wants leeft voornamelijk op populier (Populus) en wilg (Salix) maar kan ook op andere loofbomen worden aangetroffen. De wantsen zijn in mei volwassen en kunnen daarna tot in oktober warden waargenomen op de in loofbossen en tuinen en parken, op de takken en stam van loofbomen, waar ze planten sappen zuigen maar ook jagen op kleine insecten zoals stofluizen en bladvlooien. Er is een enkele generatie per jaar en de soort overwintert als eitje.

## Leefgebied
De soort is redelijk zeldzaam in Nederland. Verder komt de soort voor in Europa en in Azië tot Siberië en het Verre Oosten.